# Xã Long Creek, Quận Macon, Illinois
Xã Long Creek (tiếng Anh: Long Creek Township) là một xã thuộc quận Macon, tiểu bang Illinois, Hoa Kỳ. Năm 2010, dân số của xã này là 10.679 người.